# Jean-Baptiste Estève de Latour
Pour les articles homonymes, voir Estève et Latour.
Jean-Baptiste Estève de Latour, né le 2 janvier 1768 à Entrecasteaux dans le Var et mort le 14 février 1837 à Paris, est un général français de la Révolution et de l’Empire.

## Biographie

### Du simple soldat au chef de bataillon
Soldat dans le régiment de Normandie, il obtint son congé le 31 décembre 1790. Admis comme gendarme national à la résidence de Brignoles (Var), le 20 septembre 1792, Estève fit partie de la deuxième division de gendarmerie organisée en guerre à Fontainebleau et rejoignit l'armée du Rhin au commencement de 1793. En l'an II, il passa à l'armée de la Moselle et se trouva au combat de Tripstadt, où il se rendit maître d'une batterie ennemie eu se précipitant au galop sur les canonniers qu'il sabra et mit en fuite. À l'affaire de Kaiserslautern, il chargea vivement un corps de hussards ennemis. L'année suivante, à la prise du fort Merlin, de la forteresse de Mayence, comme il se trouvait en ordonnance auprès du général Argoud, il reçut deux coups de feu, dont un à la cheville et l'autre à la cuisse droite. À son retour dans l'intérieur, il fut nommé sous-lieutenant dans la légion de police le 15 frimaire an IV ; après le licenciement de ce corps, il se rendit à Dunkerque où le général Quantin le nomma le 17 vendémiaire an V capitaine dans la 2e légion des Francs, dite des Déserteurs étrangers, avec laquelle il embarqua sur la flotte destinée à une descente en Irlande. Cette expédition ayant échoué, et la légion des Francs ayant été dissoute le 20 messidor de la même année, Estève, mis en subsistance dans la 20e demi-brigade le 20 thermidor suivant, se trouvait à Paris aux journées des 18, 19 et 20 fructidor et y fut employé utilement par le général Augereau.
Choisi comme aide de camp par le général Quantin le 3 messidor an VI, et capitaine à la suite de la 14e légère le 26 prairial an VII, il fit une partie de la campagne de l'an VIII à l'armée du Danube, où il exerça successivement les emplois de commandant de place à Morat et à Arau, et devint, au mois de ventôse, chef d'état-major de général Broussier, à Berne. Attaché ensuite au corps du général Lannes, il pénétra en Italie avec l'armée de réserve et se trouva au passage du Pô à la tête d'une compagnie de la 28e demi-brigade. Comme une partie de cette demi-brigade fléchissait  devant l'ennemi et faisait retraite dans la petite plaine qui s'étend entre les deux digues, Estève accourut avec  sa compagnie, rallia les fuyards et culbuta l'ennemi sous les yeux du général Lannes. À la bataille de Montebello, il conduisit toute la 28e à l'ennemi, et à Marengo il courut à la tête des troupes jusque sous le feu des batteries autrichiennes, où il eut deux chevaux tués sous lui. 
Nommé le 1er messidor an VIII capitaine adjoint à l'état-major de l'armée d'Italie, il fut fait chef de bataillon le 27 germinal an IX, par un arrêté du premier Consul, à qui le général Lannes avait plusieurs fois vanté sa bravoure. La deuxième jour complémentaire de la même année, admis avec son grade dans la demi-brigade légère, il la suivit à Saint-Domingue, fut atteint de deux coups de feu, l'un à la poitrine et l'autre au bras, pendant la marche du général Hardy de Doudon à la plaine du Nord, le 9 germinal an X, et se maintint à la tête des carabiniers, malgré ses deux blessures: il reçut, à la suite de cette affaire, un sabre d'honneur des mains du général en chef. De retour en France à la fin de l'an XI, et le 12 germinal an XII incorporé dans le 2e régiment de la garde de Paris, il reçut la décoration d'officier de la Légion-d'Honneur le 25 prairial de la même année, étant de droit membre de l'Ordre depuis vendémiaire précédent, comme ayant à cette époque reçu une arme d'honneur.

### Sous l'Empire
Employé en République batave en l'an XIII, et promu au grade de major du 1er régiment de la garde de Paris le 12 juillet 1806, il en conduisit un des bataillons de guerre en Espagne au mois d'octobre 1807. Il était à l'affaire du pont d'Arcole, qu'il enleva d'assaut le 7 juin 1808, à la prise de Cordoue le même jour, et au combat d'Andujar, où, après avoir résisté trois jours aux troupes espagnoles, il fit retraite sur Baylen. Bien qu'il eût combattu victorieusement dans la journée du 19 juillet depuis trois heures du matin jusqu'à deux heures de l'après-midi, il eut le malheur de se voir compris dans la capitulation signée le 23, un décret du 13 du même mois lui avait conféré le grade de colonel à la suite du régiment. Retenu comme prisonnier de guerre en violation de la capitulation, et conduit avec ses malheureux compagnons sur le ponton la Vieille-Castille, en rade de Cadix, il parvint à s'échapper avec une centaine d'hommes dans la nuit du 15 au 16 mars 1810, fut recueilli sur la plage par l'armée française, et prit, le 1er novembre 1810, le commandement du 118e régiment de ligne, à la tête duquel il reçut un coup de feu au côté gauche à la bataille de Salamanque, le 22 juillet 1812.
Baron de l'Empire le 12 avril 1813 dans le cours de cette campagne, il passa en qualité de major au 4e régiment de voltigeurs de la jeune garde le 24 janvier 1813, rejoignit la division de la jeune garde à la grande armée, fut nommé chevalier de l'ordre de la Réunion et général de brigade le 23 juillet 1813, et placé au corps à la réorganisation qui suivit la bataille de Leipzig, le 15 novembre suivant, il fit encore la campagne de France avant de se retirer dans ses foyers où Louis XVIII lui envoya la croix de Saint-Louis le 13 août 1814. Il fut placé dans le cadre de réserve de l'état-major général le 22 mars 1831 puis rentra dans sa position de retraite le 1er mai 1832. Le général Estève meurt le 14 février 1837.

## Titres et distinctions
- 14 juin 1804 : officier de la Légion d'honneur (remis le 15 juillet 1804 aux Invalides)
- 12 avril 1813 : baron d'Empire